# Epífit

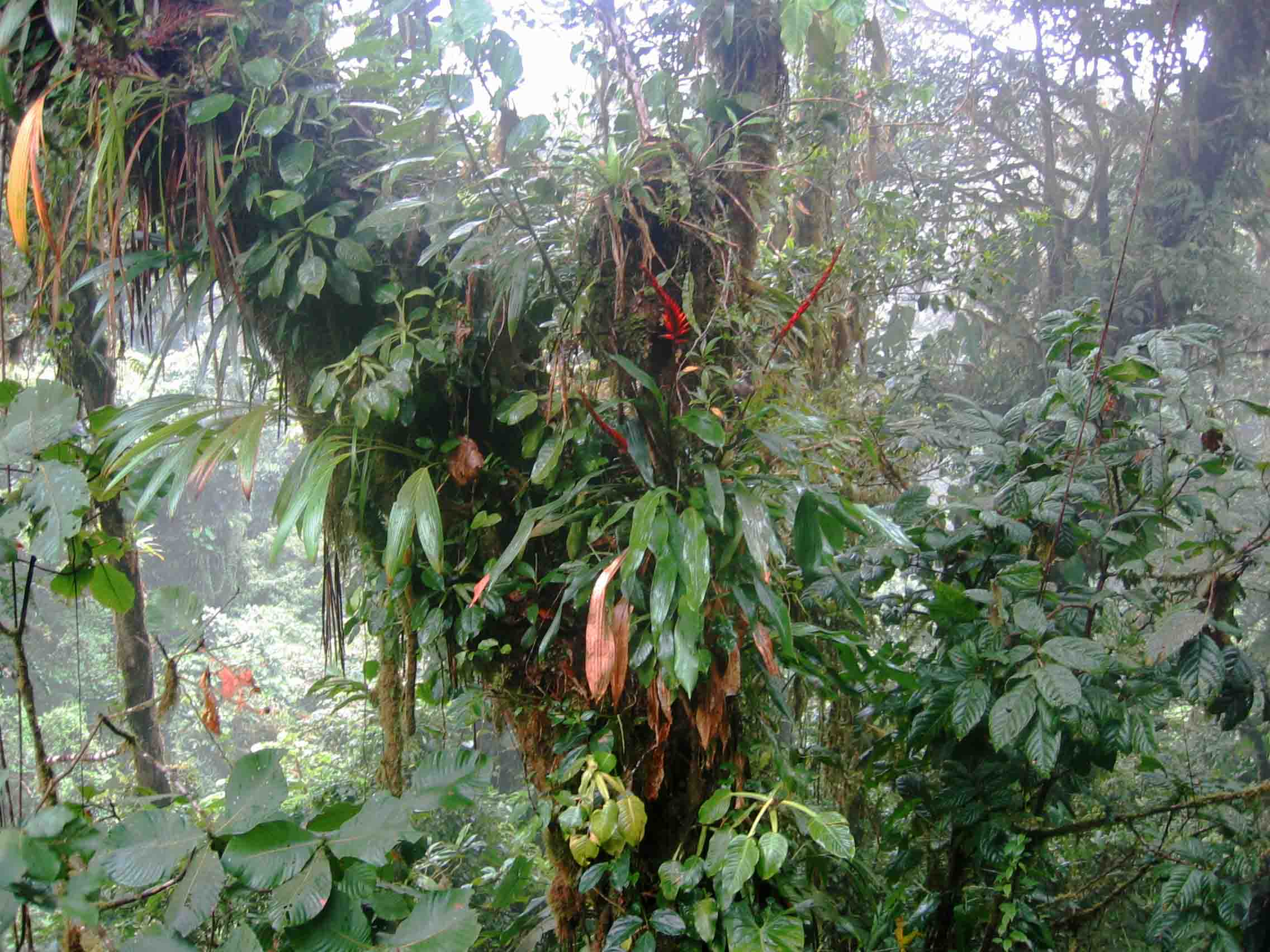
Arbre que suporta sobre el tronc i branques, nombroses plantes epífites en el Parque Santa Elena de Costa Rica

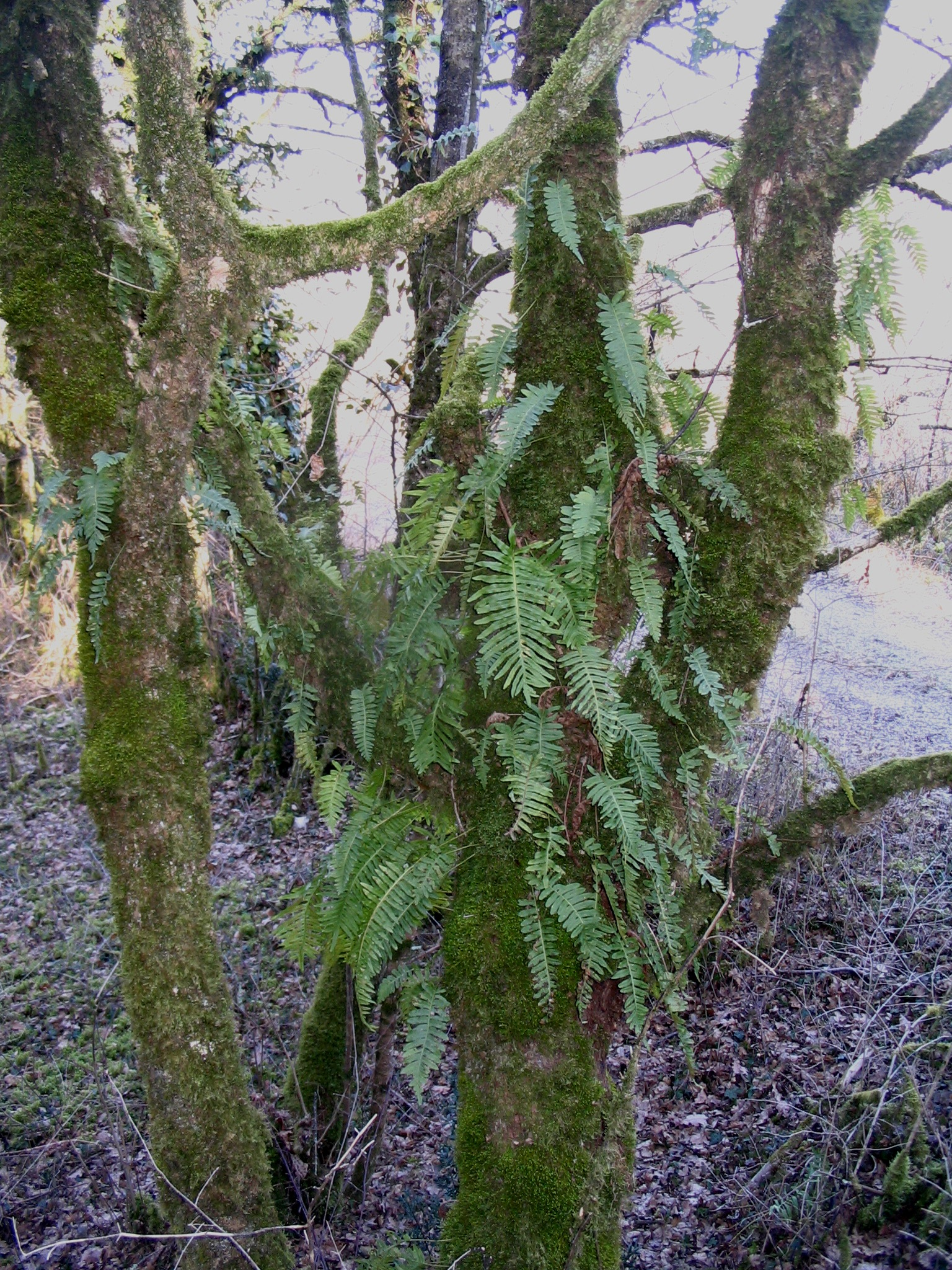
Polipodi epífit

Els Epífits (del grec έπί, sobre i φύτόνepi, planta) o plantes epífites, són qualsevol planta que creix sobre un altre vegetal usant-ho solament com a suport, però que no el parasita; són una de les sis subdivisions de les formes vitals de Raunkjaer. Aquestes plantes són anomenades de vegades «plantes aèries», ja que no arrelen sobre el sòl. No obstant això, existeixen moltes espècies d'algues, incloent les marines, que són epífites sobre altres espècies aquàtiques (marines o aquàtiques angiospermes).
Les epífites utilitzen la fotosíntesi per a proveir-se d'energia i (les que no són aquàtiques) obtenen humitat de l'aire o de la pluja que es diposita sobre la superfície del seu amfitrió. Les arrels poden desenvolupar-se primàriament per adhesió i les estructures especialitzades (com les esquames i copes) són les que recullen i mantenen la humitat.
Les plantes epífites no parasiten al seu amfitrió, sinó que creixen independentment obtenint únicament suport físic. L'avantatge més evident respecte a altres herbes restringides a la terra és que reben més llum en els ombrívols ecosistemes boscosos i es mantenen lluny dels herbívors. No obstant això poden desenvolupar-se amb tanta densitat que arriben a danyar la planta amfitriona.
Les epífites més conegudes inclouen les molses (Bryum, Hypnum, Hedwigia, entre altres), els líquens, les orquídies, les falgueres i les bromèlies (com la coneguda Tillandsia), encara que es poden trobar en tots els grups principals del regne vegetal. Les acumulacions de grans epífites es donen més abundantment en les selves humides tropicals i boscos temperats plujosos, però tant líquens com molses es troben en qualsevol entorn amb arbres. A les nostres latituds no són comunes les espècies de plantes superiors epífites, tanmateix existeix algun exemple com el polipodi, un geòfit que ocasionalment pot ser epífit.